# Иоасаф Боровский

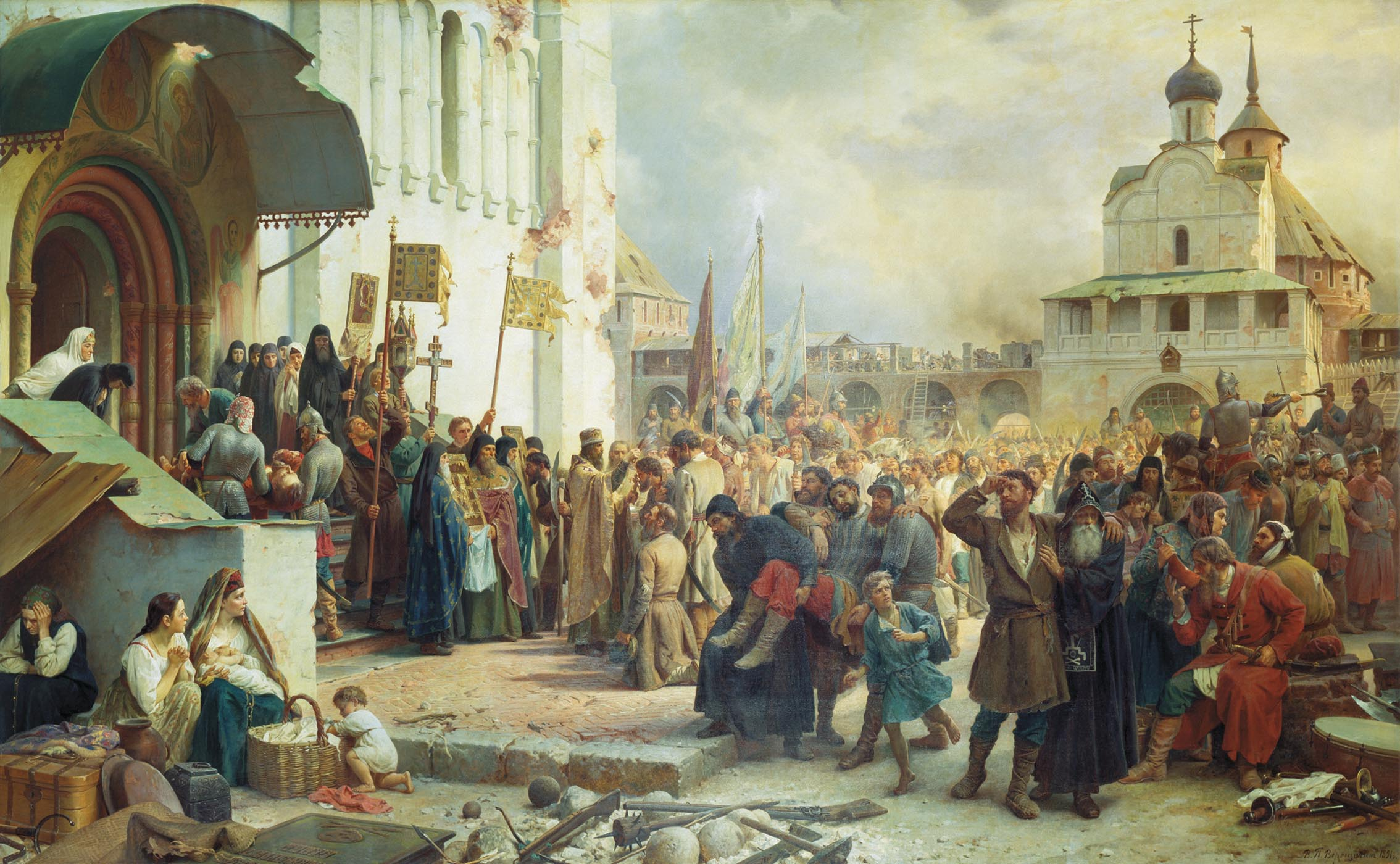
Верещагин В. П. «Защитники Свято-Троицкой Сергиевской лавры в 1608 году». Холст, масло. 282x458 см. Государственный Русский музей, Санкт-Петербург

Иоасаф Боровский (ум. 5 июля 1610) — русский священнослужитель, архимандрит Троице-Сергиева монастыря (1605—1610). Вдохновитель шестнадцатимесячной Троицкой обороны против польско-литовских интервентов. Погиб при осаде Пафнутьево-Боровской обители. Канонизирован в 1981 году, включён как преподобномученик в Собор Радонежских святых.

## Биография
Не позднее 1592 года принял монашеский постриг в Пафнутьево-Боровском монастыре, где стал игумном. Участвовал в Земском соборе 1598 года, избравшем на царский трон Бориса Годунова. В 1605 году Иоасаф стал настоятелем Троице-Сергиева монастыря и был возведён в сан архимандрита.
Когда в 1608 году к Троице-Сергиеву монастырю подошли отряды «тушинского вора» Лжедмтрия II под командованием Яна Сапеги Иоасаф Боровский решительно отказал интервентам в сдаче монастыря и стал идейным вдохновителем и одним из организаторов героической обороны обители, продлившейся с 23 сентября 1608 года до 12 января 1610 года. Поскольку отказ сдать святыню он мотивировал защитой православия от «латинников-еретиков», его ответ Сапеге имел общенациональное духоподъёмное воздействие. В течение осады архимандрит принимал участие в совете воевод, на котором разрабатывалась стратегия обороны монастыря. Также Иоасаф рассылал грамоты по окрестным волостям с призывом сохранять верность царю Василию Шуйскому. Он исповедовал и постригал в монахи тяжелораненых воинов и заботился о пропитании мирян, укрывшихся за стенами монастыря. Иоасаф сглаживал конфликты, которые иногда вспыхивали между воинами и иноками. Своей деятельностью Иоасаф в значительной мере способствовал сохранению боевого духа защитников обители.
После окончания осады Иоасаф с благословения патриарха Гермогена ушёл на покой в Пафнутьево-Боровский монастырь. Вскоре отряды Лжедмитрия II и Сапеги появились и там. Иоасаф вновь убедил братию оказать отпор врагу. Однако 5 июля 1610 года вторые воеводы Яков Змеев и Афанасий Челищев, сговорившиеся с интервентами, открыли осаждавшим ворота монастыря, и захватчики ворвались в обитель. Первый воевода князь Михаил Константинович Волконский сопротивлялся до конца и умер от ран. По сведениям из «Нового летописца», в монастыре погибло 12 тысяч человек, в том числе Иоасаф.

## Образ в культуре и искусстве
В телесериале «Годунов» (2018) Иоасафа Боровского сыграл Станислав Любшин.